# Juan Nepomuceno Rencoret
Juan Nepomuceno Rencoret (1856-?) fue un médico chileno. 
Nació en Nancagua, villorrio del departamento de San Fernando, en la provincia de Colchagua, a fines de 1856. Hizo sus primeros estudios de humanidades en el Liceo de San Fernando y los terminó en el Instituto Nacional y en la Universidad de Chile. Cursó la carrera científica de doctor y cirujano en la antigua Escuela de Medicina. Habiendo quedado huérfano en la época de su carrera de estudiante, interrumpió sus cursos profesionales para dedicarse al trabajo, consagrándose al ejercicio del profesorado en diversos colegios de Santiago. De este modo, pudo lograr concluir su carrera titular, obteniendo el diploma de médico y cirujano en 1878. Establecido en la ciudad de Quillota en 1880, ha sido médico de vacuna de esa localidad y en 1885 fue elegido regidor de la Municipalidad. En 1886 se le eligió segundo Alcalde por esa corporación. Al terminarse la guerra contra el Perú y Bolivia, en 1881, asistió gratuitamente en el Hospital de Sangre a los soldados del heroico batallón Quillota que regresaran heridos de las batallas de Chorrillos y Miraflores.